# 와타이 마사키
와타이 마사키(일본어: 渡井 理己, 1999년 7월 18일~)는 일본의 축구 선수이다.

## 구단 경력
그는 2018년 J2리그의 도쿠시마 보르티스에 입단했다. 2020년 J2리그 우승으로 J1리그로 승격했다. 2021년후 J2리그에 강등했다. 2022년까지 113경기에 출전하여, 14득점을 넣었다. 2022년 7월 보아비스타 FC로 임대 이적했다. 2024년 8월 도쿠시마 보르티스로 복귀했다. 2025년 J1리그의 가시와 레이솔로 이적했다.